# Џек Хиршман
Џек Хиршман (Њујорк, 13. децембар 1933 — Сан Франциско, 22. август 2021) био је амерички песник и друштвени активиста. Написао је више од 50 збирки песама и есеја.

## Биографија
Хиршман је рођен у Њујорку, где је касније стекао диплому из области уметности на Градском колеџу у Њујорку 1955. године, и мастер из области уметности, као и докторску титулу на Универзитету Индијане 1957. и 1961. године.
Током студија на градском колеџу, радио је као фотокопирач за Асошијетед прес. Када је имао 19 година, послао је причу Ернесту Хемингвеју, који му је одговорио: „Дечко, не могу да ти помогнем. Ти пишеш боље него што сам ја писао када сам имао 19 година. Али, дођавола, пишеш исто као и ја. То није грех. Али тако нигде нећеш стићи.” Хиршман је оставио копију писма Асошијетед прес, и када је 1961. Хемингвеј извршио самоубиство, „Писмо младом писцу” било је дистрибуирано новинским агенцијама и објављено широм света.
Хиршман је био ожењен Рут Епштајн, коју је упознао и са којом се виђао током студија на Градском колеџу у Њујорку 1954. године.
Након дипломирања, Рут је постала директор програма Националног јавног радија а онда и генерални директор Санта Моника јавног радио сервиса КЦРВ.
Пар је имао двоје деце. Током 1950—их и 60-их, Џек Хиршман предавао је на Дартмут колеџу и Универзитету Калифорније у Лос Анђелесу. Током свог мандата као професор на Универзитету Калифорније један од ученика уписаних у његовој класи био је Џим Морисон, касније суоснивач и главни вокал америчког рок састава Дорси.
Вијетнамски рат, међутим, ставио је тачку на Хиршманову академску каријеру; отпуштен са Универзитета Калифорније после подстицања својих ученика да се одупру регрутовању. Његов брак се распао и он се преселио у Сан Франциско 1973. године. На крају, Рут се поново удала и постала Рут Хиршман Сејмур, настављајући дугу сарадњу са јавним радијом Санта Моника.
Његова прва књига поезије објављена је 1960. године са предговором који је написао Карл Шапиро: „Какво је олакшање пронаћи песника који се не плаши да буде вулгаран или пак сентименталан, који у поезији може да прасне у смех или да плаче као луд – који може да води љубав са језиком или га шутне у задњицу.”
Четврт века Хиршман је провео лутајући улицама Сан Франциска, кафеима (укључујући и Кафе Трст, где је био редовна муштерија) и читајући, поставши активни улични песник и путујући активиста.
Хиршман је такође уметник и колажер, али је и превео више од два тома књига из немачког, француског, шпанског, италијанског, руског, албанског и грчког.
Ради као помоћник уредника у левичарском књижевном часопису Лефт Карв  и дописник за Пиплс Трибјун. Међу бројним књигама поезије које је написао су: Америчка преписка (Индијана У. Прес 1960), Црни Алеф (Триграм Прес, 1969), Лирипол (Сити Лајтс, 1976), Резиме (Карбстоун, 1988) и Бескрајни праг (Карбстоун, 1992).
Према приказу књиге из 2006, Хиршман је стаљиниста.
Превео је песме Јосифа Стаљина из његовог младалачког периода на енглески језик (Џоуи: Песме Јосифа Стаљина Делириодендрон Прес, 2001).
Јуна 1999, Хиршман се оженио шведском песникињом, списатељицом и уметницом Ањетом Фалк. 
Године 2006. Хиршман је објавио своју до сада најобимнију збирку песама, Аркејнс, у Салерну од стране Мултимедија Едициони, Аркејнс.
 Књига садржи 126 поеме написане током 34 године. Исте године проглашен је и за песника лауреата у Сан Франциску. Награду му је уручио градоначелник Гавин Њусом. У свом обраћању при додели награде песника лауреата, Хиршман је најавио оснивање Међународног фестивала поезије у Сан Франциску, одржавајући велику традицију градске књижевне сцене.

У јулу 2007. године, пријатељи из јавне библиотеке Сан Франциска, градоначелник Гавин Њусом, Хиршман и јавна библиотека Сан Франциска представили су свој први Међународни поетски фестивал у Сан Франциску.
Хиршман је именован као песник у резиденцијалном програму са пријатељима из јавне библиотеке Сан Франциска 2009. године и тренутно има тај статус. Наставио је са радом на подршци књижевне заједнице, као и вршењу улоге кључног организатора бијенала у Сан Франциску на Међународном поетском фестивалу.
Од 2007. године на фестивалу, Хиршман заједно са својим пријатељима из јавне библиотеке Сан Франциска као и јавном библиотеком Сан Франциска представљају мање фестивале поезије на различитим језицима, укључујући и Латино поетски фестивал, вијетнамски поетски фестивал и ирански уметничко-поетски фестивал.
Хиршман је био активан у Револуционарној песничкој бригади и уређује антологију 11 песника у која садржи песме из сваког од 11 градских дистрикта.